# Lasse Mattila
Lasse Ilmari Mattila, född 22 november 1976 i Helsingfors, är en finländsk socialarbetare, författare och singer-songwriter samt tidigare fotbollsspelare. Han är son till den finländske riksdagsmannen och racerföraren Leo Mattila.

## Biografi
Mattila har varit professionell fotbollsspelare i Finland, Sverige, Norge och Brasilien och har spelat i norska elitserien för Sarpsborg. Han har spelat i följande fotbollsklubbar: Grankulla IFK i Grankulla, FC Honka i Esbo, HJK Helsingfors i Helsingfors, Ljungskile SK i Ljungskile, Sarpsborg FK i Sarpsborg i Norge, Östersunds FK i Östersund,  Prodesp Clube Taboão da Serra i São Paulo, São Vicente Futebol Clube i Santos i Brasilien, Melleruds IF i Mellerud och IK Oddevold i Uddevalla.
Mattila avlade socionomexamen vid Mittuniversitetet 2005. Han uppträder och föreläser om arbete med utsatta barn och ungdomar och om behandling utan läkemedel vid psykisk ohälsa. Han är grundare av och ordförande i Föreningen Alternativ till Psykofarmaka (FAP) samt ansvarig utgivare och chefredaktör för webbmagasinet Mad in Sweden.

## Diskografi

### Singel
- 2016 – Du förtjänar det bästa
- 2018 – För din skull
- 2018 – Faller isär
- 2018 – Plötsligt slår ett hjärta till

### EP
- 2008 – Vägar ut

### Album
- 2001 – Det är dags
- 2015 – På riktigt för dig

### Musikvideor
- 2016 – Djupt ner i hjärtat det svider
- 2016 – Du förtjänar det bästa
- 2017 – Stå kvar
- 2017 – Låt elden få brinna
- 2017 – Du och jag[12]
- 2019 – För din skull